# Kamillevlinder
De kamillevlinder (Cucullia chamomillae) is een nachtvlinder uit de familie Noctuidae (uilen). De imago lijkt veel op de grauwe monnik, maar is iets kleiner en de fijne streepjes op de vleugel lopen door in de franje, in tegenstelling tot bij de grauwe monnik. De voorvleugellengte bedraagt tussen de 19 en 23 millimeter. De soort komt verspreid over Midden-Europa, Zuid-Europa, het Nabije Oosten en Noord-Afrika voor. Hij overwintert als pop.

## Waardplanten
De kamillevlinder heeft kamille, vooral reukeloze kamille, als waardplanten.

## Voorkomen in Nederland en België
De kamillevlinder is in Nederland en België een niet zo gewone soort, die verspreid over het hele gebied kan worden gezien. De vlinder kent één generatie die vliegt van begin april tot in juni.